# Toprzyny
Toprzyny (niem. Topprienen) – wieś w Polsce położona w województwie warmińsko-mazurskim, w powiecie bartoszyckim, w gminie Górowo Iławeckie. W latach 1975–1998 miejscowość administracyjnie należała do województwa olsztyńskiego. 
W miejscowości znajduje się ponad 29 gniazd bocianich, co stanowi drugie co do wielkości siedlisko tego gatunku w gminie Górowo Iławeckie.

## Historia
Wieś lokowana w 1362 na 12 włókach, jako służebny majątek rycerski. Pierwotna nazwa wsi brzmiała Tipperien. W wieku XVIII powstała szkoła wiejska. W 1935 r. w szkole pracowało dwóch nauczycieli a uczyło się 106 uczniów. W 1939 r. we wsi mieszkało 439 osób.
W latach 60. XX w. wybudowano nową szkołę. W 1983 r. we wsi było 25 domów ze 125 mieszkańcami. We wsi były w tym czasie 33 indywidualne gospodarstwa rolne, gospodarujące łącznie na 270 ha. Hodowano w nich 197 sztuk bydła (w tym 106 krów), 134 sztuki świń, 21 koni i 10 owiec. We wsi była szkoła, świetlica, biblioteka, sklep spożywczy, zakład kowalsko-ślusarski. Ulice miały oświetlenie elektryczne.
W 2010 r. wybudowano sieć wodociągową.